# Union Sportive Gorée
L'Union Sportive Gorée és un club de futbol senegalès de la ciutat de Dakar. Disputa els seus partits a l'Stade Demba Diop. Els seus colors són el turquesa i el blanc.

## Palmarès
- Lliga senegalesa de futbol:[3]
  - 1978, 1981, 1984, 2016
- Copa senegalesa de futbol:[4]
  - 1965, 1972, 1992, 1996
- Trophée des Champions du Sénégal: 1
  - 2016
- Supercopa senegalesa de futbol: 1
  - 2016

### Era Colonial
- Copa de l'Àfrica Occidental Francesa: 3
  - 1947, 1954, 1955